# VVV in het seizoen 1961/62
Dit artikel geeft een overzicht van VVV in het seizoen 1961/1962.

## Transfers

### Aangetrokken spelers
| Naam               | Nationaliteit | Vorige club              |
| ------------------ | ------------- | ------------------------ |
| Zomer              |               |                          |
| Theo Appeldoorn    | Nederland     | Eigen jeugd              |
| Harrie Duda        | Nederland     | Helmondia '55            |
| Jan van den Heuvel | Nederland     | PSV                      |
| Dieter Janssen     | Duitsland     | Borussia Mönchengladbach |
| Piet Schroemges    | Nederland     | SC Irene                 |

### Vertrokken spelers
| Naam                | Nationaliteit | Nieuwe club   |
| ------------------- | ------------- | ------------- |
| Zomer               |               |               |
| Graham Edwards      | Engeland      | Onbekend      |
| Henk van Leunen     | Nederland     | Helmondia '55 |
| Ad Mol              | Nederland     | RKSV Woensel  |
| Gerard van Tankeren | Nederland     | SC Irene      |
| Herman Teeuwen      | Nederland     | Eindhoven     |
| Jozef Theuws        | Nederland     | SV Blerick    |

## Intertoto Cup (groep 7)
| Zondag 18 juni 1961                                                    | FC Grenchen           | 1-3 (0-1) | VVV                               | Opstelling FC Grenchen                                                                                             | Opstelling VVV                                                                                                   |  |
| Stadion: Stadion Brühl, Grenchen Toeschouwers: 1.500 Arbiter: Dusch () | Fankhauser 79' (pen.) |           | 41' Sleven 49' Sleven 84' Heijnen | Campoleoni, Schaller 12' ( Mauron), Muhmenthaler, Karrer, Fankhauser, Morf, Hamel, Güggi, Dubois, Sidler, Glišović | Swinkels, Lamberts, Steegh, H. Teeuwen, Van den Hurk, Nass , Heijnen, Erkens, De Meulemeester, Sleven, Schatorjé |  |
| Stadion: Stadion Brühl, Grenchen Toeschouwers: 1.500 Arbiter: Dusch () |                       |           |                                   | Campoleoni, Schaller 12' ( Mauron), Muhmenthaler, Karrer, Fankhauser, Morf, Hamel, Güggi, Dubois, Sidler, Glišović | Swinkels, Lamberts, Steegh, H. Teeuwen, Van den Hurk, Nass , Heijnen, Erkens, De Meulemeester, Sleven, Schatorjé |  |
| Stadion: Stadion Brühl, Grenchen Toeschouwers: 1.500 Arbiter: Dusch () |                       |           |                                   | Campoleoni, Schaller 12' ( Mauron), Muhmenthaler, Karrer, Fankhauser, Morf, Hamel, Güggi, Dubois, Sidler, Glišović | Swinkels, Lamberts, Steegh, H. Teeuwen, Van den Hurk, Nass , Heijnen, Erkens, De Meulemeester, Sleven, Schatorjé |  |
|                                                                        |                       |           |                                   | | |  |

| Zondag 25 juni 1961                                                    | VVV                           | 2-2 (2-2) | Örgryte IS                   | Opstelling VVV                                                                                                   | Opstelling Örgryte IS                                                                                              |  |
| Stadion: Stadion De Kraal, Venlo Toeschouwers: 5.207 Arbiterː Thier () | Sleven 3' De Meulemeester 20' |           | 6' Wetterlind 30' Wetterlind | Swinkels, Lamberts, Steegh, H. Teeuwen, Van den Hurk, Nass , Heijnen, Erkens, De Meulemeester, Sleven, Schatorjé | Johansson, Jansson, H. Börjesson, Nilsson, Schwartz, Olofsson, Andersson, Wetterlind, Eriksson, Lindqvist, Persson |  |
| Stadion: Stadion De Kraal, Venlo Toeschouwers: 5.207 Arbiterː Thier () |                               |           |                              | Swinkels, Lamberts, Steegh, H. Teeuwen, Van den Hurk, Nass , Heijnen, Erkens, De Meulemeester, Sleven, Schatorjé | Johansson, Jansson, H. Börjesson, Nilsson, Schwartz, Olofsson, Andersson, Wetterlind, Eriksson, Lindqvist, Persson |  |
| Stadion: Stadion De Kraal, Venlo Toeschouwers: 5.207 Arbiterː Thier () |                               |           |                              | Swinkels, Lamberts, Steegh, H. Teeuwen, Van den Hurk, Nass , Heijnen, Erkens, De Meulemeester, Sleven, Schatorjé | Johansson, Jansson, H. Börjesson, Nilsson, Schwartz, Olofsson, Andersson, Wetterlind, Eriksson, Lindqvist, Persson |  |
|                                                                        |                               |           |                              | | |  |

| Zondag 2 juli 1961                                                              | Borussia Neunkirchen                                            | 5-3 (2-1) | VVV                                   | Opstelling Borussia Neunkirchen                                                                | Opstelling VVV |  |
| Stadion: Ellenfeldstadion, Neunkirchen Toeschouwers: 2.000 Arbiter: Schicker () | Kuntz 30' Pulvermüller 38' Leist 57' (pen.) Kuntz 71' Kuntz 75' |           | 22' Heijnen 58' H. Teeuwen 72' Sleven | Jirásek, Leist, Schröder, Baus, Lauck, Schock, Kuntz, Ringel, Dörrenbacher, Glod, Pulvermüller | Swinkels, Lamberts, Orval, H. Teeuwen, Van den Hurk, Nass , Heijnen, Erkens 28' ( De Bruin), De Meulemeester, Sleven, Schatorjé |  |
| Stadion: Ellenfeldstadion, Neunkirchen Toeschouwers: 2.000 Arbiter: Schicker () |                                                                 |           |                                       | Jirásek, Leist, Schröder, Baus, Lauck, Schock, Kuntz, Ringel, Dörrenbacher, Glod, Pulvermüller | Swinkels, Lamberts, Orval, H. Teeuwen, Van den Hurk, Nass , Heijnen, Erkens 28' ( De Bruin), De Meulemeester, Sleven, Schatorjé |  |
| Stadion: Ellenfeldstadion, Neunkirchen Toeschouwers: 2.000 Arbiter: Schicker () |                                                                 |           |                                       | Jirásek, Leist, Schröder, Baus, Lauck, Schock, Kuntz, Ringel, Dörrenbacher, Glod, Pulvermüller | Swinkels, Lamberts, Orval, H. Teeuwen, Van den Hurk, Nass , Heijnen, Erkens 28' ( De Bruin), De Meulemeester, Sleven, Schatorjé |  |
|                                                                                 |                                                                 |           |                                       |                                                                                                | |  |

| Zaterdag 8 juli 1961                                                     | VVV                                                              | 3-2 (1-1) | Borussia Neunkirchen      | Opstelling VVV                                                                                                   | Opstelling Borussia Neunkirchen                                                                              |  |
| Stadion: Stadion De Kraal, Venlo Toeschouwers: 2.817 Arbiter: Lundell () | Van den Hurk 29' (pen.) Schatorjé 40' H. Teeuwen 64' Heijnen 72' |           | 19' Glod 66' Dörrenbacher | Swinkels, Lamberts, Erkens, H. Teeuwen, Van den Hurk, Nass , Heijnen, Slaats, De Meulemeester, Sleven, Schatorjé | Kirsch, Leist, Schreier, Baus, Lauck, Schock, Kuntz, Ringel, Dörrenbacher, Glod 44' ( Hellwig), Pulvermüller |  |
| Stadion: Stadion De Kraal, Venlo Toeschouwers: 2.817 Arbiter: Lundell () |                                                                  |           |                           | Swinkels, Lamberts, Erkens, H. Teeuwen, Van den Hurk, Nass , Heijnen, Slaats, De Meulemeester, Sleven, Schatorjé | Kirsch, Leist, Schreier, Baus, Lauck, Schock, Kuntz, Ringel, Dörrenbacher, Glod 44' ( Hellwig), Pulvermüller |  |
| Stadion: Stadion De Kraal, Venlo Toeschouwers: 2.817 Arbiter: Lundell () |                                                                  |           |                           | Swinkels, Lamberts, Erkens, H. Teeuwen, Van den Hurk, Nass , Heijnen, Slaats, De Meulemeester, Sleven, Schatorjé | Kirsch, Leist, Schreier, Baus, Lauck, Schock, Kuntz, Ringel, Dörrenbacher, Glod 44' ( Hellwig), Pulvermüller |  |
|                                                                          |                                                                  |           |                           | | |  |

| Zaterdag 15 juli 1961                                                       | Örgryte IS                   | 2-1 (0-1) | VVV       | Opstelling Örgryte IS                                                                                              | Opstelling VVV |  |
| Stadion: Gamla Ullevi, Göteborg Toeschouwers: 6.131 Arbiter: Tschenscher () | Persson 50' R. Börjesson 86' |           | 2' Sleven | Johansson, H. Börjesson, Wing, Nilsson, Schwartz, Olofsson, Andersson, Wetterlind, Eriksson, R. Börjesson, Persson | Swinkels, Lamberts, Erkens, H. Teeuwen, Van den Hurk 15' ( De Bruin), Nass , Heijnen, Orval, De Meulemeester, Sleven, Schatorjé |  |
| Stadion: Gamla Ullevi, Göteborg Toeschouwers: 6.131 Arbiter: Tschenscher () |                              |           |           | Johansson, H. Börjesson, Wing, Nilsson, Schwartz, Olofsson, Andersson, Wetterlind, Eriksson, R. Börjesson, Persson | Swinkels, Lamberts, Erkens, H. Teeuwen, Van den Hurk 15' ( De Bruin), Nass , Heijnen, Orval, De Meulemeester, Sleven, Schatorjé |  |
| Stadion: Gamla Ullevi, Göteborg Toeschouwers: 6.131 Arbiter: Tschenscher () |                              |           |           | Johansson, H. Börjesson, Wing, Nilsson, Schwartz, Olofsson, Andersson, Wetterlind, Eriksson, R. Börjesson, Persson | Swinkels, Lamberts, Erkens, H. Teeuwen, Van den Hurk 15' ( De Bruin), Nass , Heijnen, Orval, De Meulemeester, Sleven, Schatorjé |  |
|                                                                             |                              |           |           | | |  |

| Zaterdag 22 juli 1961                                                     | VVV                 | 1-0 (0-0) | FC Grenchen | Opstelling VVV                                                                                              | Opstelling FC Grenchen                                                                      |  |
| Stadion: Stadion De Kraal, Venlo Toeschouwers: 3.452 Arbiter: Ott ()      | De Meulemeester 66' |           |             | Swinkels, Lamberts, Erkens, H. Teeuwen, Orval, Nass , Heijnen, De Bruin, De Meulemeester, Sleven, Schatorjé | Campoleoni, Gyr, Muhmenthaler, Karrer, Signorini, Morf, Hamel, Güggi, Stutz, Sidler, Mauron |  |
| Stadion: Stadion De Kraal, Venlo Toeschouwers: 3.452 Arbiter: Ott ()      |                     |           |             | Swinkels, Lamberts, Erkens, H. Teeuwen, Orval, Nass , Heijnen, De Bruin, De Meulemeester, Sleven, Schatorjé | Campoleoni, Gyr, Muhmenthaler, Karrer, Signorini, Morf, Hamel, Güggi, Stutz, Sidler, Mauron |  |
| Stadion: Stadion De Kraal, Venlo Toeschouwers: 3.452 Arbiter: Ott ()      |                     |           |             | Swinkels, Lamberts, Erkens, H. Teeuwen, Orval, Nass , Heijnen, De Bruin, De Meulemeester, Sleven, Schatorjé | Campoleoni, Gyr, Muhmenthaler, Karrer, Signorini, Morf, Hamel, Güggi, Stutz, Sidler, Mauron |  |
| Bijz.: FC VVV eindigt op de 2e plaats in groep 7. Groepswinnaarː Örgryte. |                     |           |             | |                                                                                             |  |

## Oefenwedstrijden
| № | Datum            | Thuis | Uit | Uitslag |
| - | ---------------- | ----- | --- | ------- |
| 1 | 13 augustus 1961 | VVV   | VOS | 11 – 0  |
| 2 | 15 augustus 1961 | BVV   | VVV | 1 – 6   |

## Eredivisie
| №  | Datum             | Thuis           | Uit             | Uitslag |
| -- | ----------------- | --------------- | --------------- | ------- |
| 1  | 20 augustus 1961  | VVV             | PSV             | 1 – 3   |
| 2  | 27 augustus 1961  | Blauw Wit       | VVV             | 2 – 1   |
| 3  | 3 september 1961  | ADO             | VVV             | 5 – 1   |
| 4  | 10 september 1961 | VVV             | De Volewijckers | 1 – 1   |
| 5  | 17 september 1961 | Rapid JC        | VVV             | 3 – 0   |
| 6  | 24 september 1961 | VVV             | Sparta          | 1 – 1   |
| 7  | 1 oktober 1961    | DOS             | VVV             | 1 – 1   |
| 8  | 8 oktober 1961    | VVV             | SC Enschede     | 2 – 0   |
| 9  | 15 oktober 1961   | DWS/A           | VVV             | 1 – 1   |
| 10 | 29 oktober 1961   | VVV             | GVAV            | 2 – 0   |
| 11 | 5 november 1961   | MVV             | VVV             | 1 – 0   |
| 12 | 19 november 1961  | VVV             | Volendam        | 0 – 0   |
| 13 | 26 november 1961  | Ajax            | VVV             | 3 – 1   |
| 14 | 3 december 1961   | VVV             | Willem II       | 2 – 4   |
| 15 | 10 december 1961  | Feijenoord      | VVV             | 3 – 0   |
| 16 | 17 december 1961  | VVV             | NAC             | 1 – 0   |
| 17 | 14 januari 1962   | PSV             | VVV             | 2 – 1   |
| 18 | 21 januari 1962   | VVV             | Blauw Wit       | 1 – 5   |
| 19 | 28 januari 1962   | VVV             | ADO             | 1 – 1   |
| 20 | 4 februari 1962   | De Volewijckers | VVV             | 1 – 0   |
| 21 | 11 februari 1962  | Fortuna '54     | VVV             | 4 – 1   |
| 22 | 18 februari 1962  | VVV             | Rapid JC        | 2 – 0   |
| 23 | 25 februari 1962  | Sparta          | VVV             | 2 – 0   |
| 24 | 3 maart 1962      | VVV             | DOS             | 3 – 2   |
| 25 | 11 maart 1962     | SC Enschede     | VVV             | 2 – 0   |
| 26 | 18 maart 1962     | VVV             | DWS/A           | 3 – 1   |
| 27 | 25 maart 1962     | GVAV            | VVV             | 1 – 1   |
| 28 | 8 april 1962      | VVV             | MVV             | 2 – 3   |
| 29 | 15 april 1962     | Volendam        | VVV             | 5 – 0   |
| 30 | 21 april 1962     | VVV             | Ajax            | 1 – 0   |
| 31 | 23 april 1962     | Willem II       | VVV             | 1 – 2   |
| 32 | 6 mei 1962        | VVV             | Feijenoord      | 1 – 0   |
| 33 | 13 mei 1962       | NAC             | VVV             | 4 – 1   |
| 34 | 20 mei 1962       | VVV             | Fortuna '54     | 3 – 0   |

## KNVB Beker
Derde ronde:
| Zondag 29 april 1962, 14:30                                               | Vitesse               | 2-1 (1-0) | VVV            | Opstelling Vitesse                                                                                  | Opstelling VVV |  |
| Stadion: Nieuw-Monnikenhuize, Arnhem Toeschouwers: 3.500 Arbiter: Godding | Ruiter 32' Seelen 68' |           | 85' V. Janssen | L'Amie, Arendsen, Jansen, Huiberts, Van der Kruk, Dhlomo, Seelen, Den Edel, Feijen, Ruiter, Maurits | Swinkels, Lamberts, Steegh, J. Teeuwen, Van den Hurk, Appeldoorn, D. Janssen, Orval, V. Janssen, Van den Heuvel, Sleven |  |
| Stadion: Nieuw-Monnikenhuize, Arnhem Toeschouwers: 3.500 Arbiter: Godding |                       |           |                | L'Amie, Arendsen, Jansen, Huiberts, Van der Kruk, Dhlomo, Seelen, Den Edel, Feijen, Ruiter, Maurits | Swinkels, Lamberts, Steegh, J. Teeuwen, Van den Hurk, Appeldoorn, D. Janssen, Orval, V. Janssen, Van den Heuvel, Sleven |  |
| Stadion: Nieuw-Monnikenhuize, Arnhem Toeschouwers: 3.500 Arbiter: Godding |                       |           |                | L'Amie, Arendsen, Jansen, Huiberts, Van der Kruk, Dhlomo, Seelen, Den Edel, Feijen, Ruiter, Maurits | Swinkels, Lamberts, Steegh, J. Teeuwen, Van den Hurk, Appeldoorn, D. Janssen, Orval, V. Janssen, Van den Heuvel, Sleven |  |
| Bijz.: VVV uitgeschakeld.                                                 |                       |           |                | | |  |

## Statistieken
| №           | Naam                | Geboren    | Competitie | Competitie | Beker | Beker | Internationaal | Internationaal |      |      |
| №           | Naam                | Geboren    | Duels      | Goals      | Duels | Goals | Duels          | Goals          |      |      |
| Doel        | Doel                | Doel       | Doel       | Doel       | Doel  | Doel  | Doel           | Doel           | Doel | Doel |
| ----------- | ------------------- | ---------- | ---------- | ---------- | ----- | ----- | -------------- | -------------- | ---- | ---- |
|             | Jacky Cordang       | 08-04-1932 | 0          | 0          | 0     | 0     | 0              | 0              |      |      |
|             | Piet Schroemges     | 15-07-1939 | 19         | 0          | 0     | 0     | 0              | 0              |      |      |
|             | Frans Swinkels      | 02-11-1931 | 16         | 0          | 1     | 0     | 6              | 0              |      |      |
| Verdediging |                     |            |            |            |       |       |                |                |      |      |
|             | Harry Crompvoets    | 14-10-1940 | 1          | 0          | 0     | 0     | 0              | 0              |      |      |
|             | Hay Lamberts        | 28-03-1934 | 32         | 0          | 1     | 0     | 6              | 0              |      |      |
|             | Harrie Steegh       | 26-02-1934 | 24         | 0          | 1     | 0     | 2              | 0              |      |      |
|             | Jan Teeuwen         | 25-01-1937 | 10         | 0          | 1     | 0     | 0              | 0              |      |      |
| Middenveld  |                     |            |            |            |       |       |                |                |      |      |
|             | Theo Appeldoorn     | 04-09-1943 | 11         | 0          | 1     | 0     | 0              | 0              |      |      |
|             | Willy Erkens        | 02-09-1935 | 17         | 0          | 0     | 0     | 6              | 0              |      |      |
|             | Ton van den Hurk    | 03-03-1933 | 31         | 0          | 1     | 0     | 5              | 0              |      |      |
|             | Jan van der Meij    | 08-02-1937 | 1          | 0          | 0     | 0     | 0              | 0              |      |      |
|             | Gijs Nass           | 08-12-1920 | 19         | 1          | 0     | 0     | 6              | 0              |      |      |
|             | André Orval         | 04-08-1940 | 23         | 0          | 1     | 0     | 3              | 0              |      |      |
|             | Herman Teeuwen      | 04-06-1930 | 0          | 0          | 0     | 0     | 6              | 2              |      |      |
| Aanval      |                     |            |            |            |       |       |                |                |      |      |
|             | Frans de Bruin      | 29-09-1937 | 4          | 0          | 0     | 0     | 3              | 0              |      |      |
|             | Harrie Duda         | 21-03-1938 | 2          | 0          | 0     | 0     | 0              | 0              |      |      |
|             | Harrie Heijnen      | 17-10-1940 | 22         | 4          | 0     | 0     | 6              | 3              |      |      |
|             | Jan van den Heuvel  | 06-07-1935 | 30         | 17         | 1     | 0     | 0              | 0              |      |      |
|             | Dieter Janssen      | 26-11-1938 | 2          | 0          | 1     | 0     | 0              | 0              |      |      |
|             | Victor Janssen      | 09-10-1938 | 15         | 2          | 1     | 1     | 0              | 0              |      |      |
|             | Cor de Meulemeester | 25-08-1936 | 30         | 6          | 0     | 0     | 6              | 2              |      |      |
|             | Jan Schatorjé       | 18-04-1929 | 26         | 3          | 0     | 0     | 6              | 1              |      |      |
|             | Bennie Slaats       | 18-05-1942 | 2          | 0          | 0     | 0     | 1              | 0              |      |      |
|             | Hans Sleven         | 06-11-1936 | 31         | 4          | 1     | 0     | 6              | 5              |      |      |
|             | Wiel Teeuwen        | 09-03-1938 | 13         | 1          | 0     | 0     | 0              | 0              |      |      |

ADO ·
Ajax ·
Blauw-Wit ·
DOS ·
DWS/A ·
Sportclub Enschede ·
Feijenoord ·
Fortuna '54 ·
GVAV ·
MVV ·
NAC ·
PSV ·
Rapid JC ·
Sparta ·
Volendam ·
De Volewijckers ·
VVV ·
Willem II